# イナズマン
『イナズマン』は、1973年10月2日から1974年3月26日までNET系で毎週火曜日19時30分から20時00分に全25話が放送された、石森章太郎原作東映製作の特撮テレビ番組。また、それに登場する架空のヒーロー。

## 概要
本作品が放映された当時は超能力やUFOなどのオカルトものが一大ブームを起こしており、主人公が超能力者、主人公に協力する「少年同盟」も超能力を持つ少年少女によって構成されている、など本作品にも随所にそれらの要素が盛り込まれている。
主人公はサナギマンからイナズマンへの二段変身能力を持っているが、これは蛹から蝶への羽化からイメージされたものである。蝶をモチーフとしたイナズマンのデザインは、蝶と超能力者をかけた言葉遊びからのアイデアであると言われている。

## ストーリー
東南大学三年生・渡 五郎（）はある夜、友人の丸目豪作とともに女性と少年が怪人に襲われる現場を目撃する。彼らはそこに助けに入るが怪人に攻撃を受け、五郎は海中に落下してしまう。
気がついた五郎は別の場所におり、その前には先ほどの女性と少年、数人の少年少女たちがいた。彼らは事情を説明する。「自分たちは超能力を持つミュータント・少年同盟であり、帝王バンバの率いる新人類帝国と戦っている」と。
さらに五郎の前に少年同盟の盟主・キャプテンサラーが現れる。彼は「五郎も超能力を持っている」と言い、それを覚醒させる。五郎の超能力とは2つのスタイルを持つ超人への変身能力、すなわちサナギマン、そしてイナズマンに2段変身するというものだった。五郎は少年同盟と共に新人類帝国のミュータンロボットと戦うことを決意する。
第24話・第25話（最終話）はファントム軍団との最終決戦であると同時に新たな敵・デスパー軍団の登場編でもあり、物語はそのまま（第25話の最後に「つづく」とある）『イナズマンF』へと続く。

## 登場人物

### 少年同盟とその協力者
少年同盟とは、キャプテン・サラーが悪の超能力者を倒すために作り上げた秘密組織である。メンバーは全員超能力を持った少年少女であり、卵形の飾りが特徴のオレンジ色の制服とヘルメットを着用しており、「スパーッ！」の叫びとともに空高くジャンプして一回転することにより、私服姿から少年同盟の制服姿に瞬時に変わる。その基地は都内の地下深くに作られており、電話ボックスが入口。同盟員はエレクトロボーイ号という自転車でパトロールを行い、ピットと呼ばれる鳩型のバッジを通信機や投擲武器として使用する。第11話以降、少年同盟のコスチュームは着用されなくなり、組織自体も有名無実化した。
- 少年同盟の名称や設定は、石森の漫画作品『少年同盟』が基になっており、『仮面ライダー』での「少年仮面ライダー隊」設定の成功を意識して作られた[1][4]。

渡五郎 / イナズマン / サナギマン
東南大学の三年生。大学ではサッカー部に所属している。新人類帝国のイツツバンバラに襲われていた大木サトコとカツミを助けたことから自分が超能力者である事実を知り、少年同盟に加盟。人類の自由のために新人類帝国と戦うことを決意する。
丸目豪作
五郎と同じ緑が丘寮に住む東南大学の学友で、頭を丸め、ヒゲを生やしている。ドジな三枚目だが正義感の強い九州男児。超能力は持っていないが多少は武術の心得を得ており、その怪力で五郎や少年同盟とともに戦う。「質実剛健」をモットーにしているが、あまり金銭には縁がないらしく、生活費を稼ぐため、引越しの手伝いや港での肉体労働などのアルバイトをしている。少年同盟のメンバーが登場しないエピソード（第15、16、18、20、22話）では五郎とのコンビによる活躍が強調された。
第12話には未登場。
大木サトコ
少年同盟の一員。ファントム兵士にも臆することなく立ち向かう勇敢な女性。
第12、15、16、17、18、20、22話には未登場。第15話では出演していないにもかかわらずオープニングに名前がクレジットされていた。大木カツミ、富川カオルも同様。
- 企画書では水沢玲子という名称で、志穂美悦子が配役されていた。

大木カツミ
サトコの弟で少年同盟の一員。五郎を兄のように慕っているが、無茶な行動をすることも多い。
第12、15、16、18、20、22話には未登場。
富川カオル
少年同盟の一員。地下基地の通信係で、出番は少ない。
第12、15、16、18、20、22、24、25話には未登場。
キャプテン・サラー
少年同盟の指導者。五郎の資質を見抜き、五郎の超能力を目覚めさせた。第1話に登場したのみで、以降は姿を見せなかった。
- 企画書では帝王バンバの兄と設定されていた。

### 新人類帝国ファントム軍団
帝王バンバが結成した悪の超能力者集団。超能力者（ミュータント）を新たな人類であると考え、食糧危機や人口増加によって危機的状況を迎える50年後の地球を見据え、超能力を持たない不要な旧人類を奴隷化あるいは抹殺し、悪の心を持ったミュータントのみの世界を作り上げようとしている。秘密基地を全国各地に持つ。帝王バンバと彼に盲目的に従うミュータンロボット、ファントム兵士によって構成された冷酷非情の独裁組織だったが、新組織デスパー軍団の策謀によって組織は内部分裂を起こし、孤立無援となったバンバはイナズマンに倒されファントム軍団は壊滅した。
帝王バンバ
ファントム軍団の頂点に立つ帝王。イナズマンをも上回る力を持つ大超能力者。三本の指を持つ右腕を振るい、「バーラバラバラバラバンバー」という独特の唸り声をあげ、配下に命令を下す。目から破壊光線を放つ。旧人類の抹殺を第一目的としており、ミュータンロボットの超能力や戦闘機を使った大規模なテロを行なう。新組織デスパー軍団によって組織が崩壊寸前となったために仇敵である五郎と手を組もうとするが、五郎に拒絶され、帝国も完全に崩壊。最後の大計画として地殻変動装置によって日本列島の沈没を企み、火炎ファイターに変身してイナズマンに決戦を挑むがゼーバーの力に敗北。海上で巨大化した末に大爆発して滅び去った。
ウデスパーの発言から元はデスパー軍団の部隊長だったことが示唆された（25話）。
- 火炎ファイターのデザインは、石森によるバンバのラフデザインが基になっている。第2回スチール撮影会でのスーツは腕がファントム兵士から流用されていた。

渡 シノブ
第11話に登場。15年前に生き別れになった渡五郎の母親にして、帝王バンバ直属のミュータンロボット・バラバンバラの正体。バンバに洗脳されており、息子の五郎を新人類帝国の仲間にしようとする。イナズマンとの戦いによって人の心を取り戻すが、五郎を狙ったバンバの光線を代わりに浴びて息絶えた。
ミュータンロボット（ミュータンロボ）
新人類帝国が送り込む怪人たち。悪の心を持ったミュータントを新人類手術によって改造して生み出される、一種のサイボーグ。各回のオープニングの冒頭（アバンタイトル）にも登場する。
- デザインは従来の特撮ヒーロー作品での怪人のような動植物をモチーフとしたものよりも、風や霧など自然現象や化学物質、抽象的なものをモチーフにした怪人が多い。

ファントム兵士
ミュータンロボットの活動を支援する兵士。ヘルメット（色は序盤は白、途中から茶に変更）を被り、ガスマスクのような仮面を着けている。仮面の下には緑色のゼリー状の物質が隠されており、血の色も緑色である。武器は右腕の巨大な3本の手鉤（カギ爪）とライフル銃。第5話からは爪が小さくなり、ヘルメットや服も変更された。また「イヤー」との声を発していたが、中盤以降は「グエッ」、第24話以降はデスパー兵士と同じ声に変更されている。第25話でウデスパーによって、江戸時代の絵踏に似た方法で「服従か死か」の選択を迫られた際、大半の兵士がデスパー軍団に寝返った。
- デザインモチーフはドイツ国防軍の兵士。

ブラックブラザー（ブラックブラザース）
第25話に登場したバンバの護衛隊。3人組で行動し、黒いライダースーツをまとっている。
- 脚本では「黒仮面怪人」と呼称されていた。

### デスパー軍団
第24話からイナズマンらの前に姿を現した組織。ファントム軍団にクーデターを仕掛け壊滅寸前に追いやった。帝王バンバがイナズマンに敗れファントム軍団が壊滅した直後、本格的に活動を開始した。
ウデスパー
第24話・第25話に登場したデスパー軍団の幹部。ミサイル輸送部隊をロケット砲やハンドマシンガン、鉤爪や機関銃を武器に単身で壊滅させ、ファントム軍団の牙城を内部から切り崩した。
ガイゼル総統
第25話に登場。バンバの死後、姿を現したデスパー軍団の首領。
デスパー兵士
第24話・第25話に登場したウデスパーの活動を支援する兵士。バンバのマスクを踏み絵に寝返ったファントム兵士が、ヘルメット・肩・胸・ベルトにつけられたファントム軍団の紋章を捨て去り、代わりにデスパー軍団の紋章を身に着けたもの。『イナズマンF』に登場するデスパー兵士はさらに改造されているため、本作品に登場するものとは容姿が異なる。

## キャスト

### レギュラー
- 渡五郎 / サナギマン / イナズマン - 伴直弥
- 丸目豪作 - 北村晃一
- 大木サトコ - 桜井マリ
- 大木カツミ - 山田芳一
- 富川カオル - 府川房代
- バンバの声 - 飯塚昭三
- サナギマン / イナズマン（スーツアクター）[11] - 中村文弥
- イナズマン（スーツアクター〈一部〉）[11] - 中村祐
- 帝王バンバ（スーツアクター）[12] - 池田力也
- ナレーター - 村越伊知郎

### 主なゲスト
出典：『イナズマン大全』
- キャプテンサラー - 室田日出男（第1話）
- 江川ミドリ - 高橋ゆかり（第2話）
- ミドリの両親 - 川野耕司、小沢かおる（第2話）
- 医師 - 岸野一彦（第2話）
- 藤波博士 - 加藤和夫（第3話）
- 藤波ルミ - 斉藤浩子（第3話）
- 富島博士 - 宮田光（第4話）
- 伸一 - 藤沢陽二郎（第5話）
- 伸次 - 梅地徳彦（第5話）
- 皆川ナオキ - 斉藤健夫（第7話）
- 雷太 - 山下雄大（第8話）
- 雷太の養父（おじ）・徳助 - 肥土尚之（第8話）
- 雷太の養母（おば）・銀子 - 森桃江（第8話）
- 管制官の声 - 塚田正煕（第8話）
- 村山絵理 - 前村麻由美（第9話）
- アベック - 山下則夫、木梚輝香（第9話）
- 勝木シンゴ - 石原雅之（第10話）
- 勝木勇博士 - 北川陽一郎（第10話）
- 石川博士 - 細川俊夫（第11話）
- 渡シノブ-浜田ゆう子（第11話）
- 石川ノリコ - 松本うたか（第11話）
- 山本 - 石森章太郎（第11話）
- 渡五郎（少年時代） - 小野寺章（第11話）
- シスター - 相原ふさ子（第12話）
- リカ - 遠藤薫（第13話）
- リカの両親 - 岸野一彦、滝川早苗（第13話）
- 亜理沙 - 右京千晶（第14話）
- 松本タカシ - 梶正昭（第15話）
- 松本ノブコ - 北川めぐみ（第15話）
- 間宮 - 大神信（第16話）
- 間宮しの - 直木晶子（第16話）
- 間宮麗子 - 吉野比弓（第16話）
- キヨシ - 大塚崇（第17話）
- マサユキ - 川上尊志（第17話）
- キヨシの父 - 平松慎吾（第17話）
- 大原署刑事 - 多田幸男（第17話）
- 譲治 - 梅地徳彦（第18話）
- 映画監督 - 坂本長利（第18話）
- 御影さおり - 名倉美里（第18話）
- マンション管理人 - 河合絃司（第18話）
- 坂井竜 - 所雅樹（第19話）
- 坂井勝 - 鈴木恒（第19話）
- マネージャー - 大田黒武生（第19話）
- 小田 - 松尾文人（第19話）
- 悠子 - 丘野かおり（第20話）
- 太郎 - 佐藤康宏（第20話）
- 野地大造（ファントム兵士） - 中山昭二（第21話）
- 野地とし（ファントム兵士） - 上野綾子（第21話）
- 大空和夫 - 黒田英彦（第22話）
- 三木夫人 - 青山恵美（第22話）
- 野中博士 - 三上剛（第22話）
- 院長 - 武田雅之（第22話）
- サングラスのインターン（ファントム兵士） - 打田康比古（第22話）
- 佐伯まさる - 神谷信弘（第23話）
- 佐伯京子 - 安藤純子（第23話）
- 書斎の紳士 - 相馬剛三（第23話）
- 弁天のマサ（労務者A） - 岡田勝（第24話）

## スタッフ
- 原作 - 石森章太郎
- プロデューサー - 荻野隆史（NET） 、平山亨、井上雅央、加藤貢（東映テレビ部）
- 脚本 - 伊上勝、高久進、島田真之、石森章太郎、上原正三、曽田博久、平山公夫
- 撮影 - 川崎龍治、原秀夫（プロダクション・ショット）
- 助監督 - 平山公夫、前川洋之、長石多可男、梅田味伸、高橋正治
- 音楽 - 渡辺宙明
- 演奏 - あんだんて
- 仕上制作 - 映広音響
- 録音 - 太田克己
- 編集 - 菅野順吉
- 特撮 - 村上克司、星野行彦ほか
- 擬斗 - 高橋一俊、岡田勝（大野剣友会）
- トランポリン - 佐藤巧（大野剣友会）
- 監督 - 田口勝彦、山田稔、塚田正煕、石森章太郎
- 制作 - NET、東映、東映エージエンシー

## 音楽
本作品のBGMおよび主題歌・挿入歌は全て渡辺宙明が作・編曲した。一部、『人造人間キカイダー』から流用されたBGMもある。

### 主題歌
オープニングテーマ「戦えイナズマン」
作詞 - 石森章太郎 / 作曲・編曲 - 渡辺宙明 / 歌 - 子門真人、コロムビアゆりかご会
- カラオケおよび歌手は同一だが、歌詞の一部が異なり、雄叫びが入っていないNG版が存在し、『飛び出す立体映画 イナズマン』の予告編で使用された。このNG版は、後年発売されたCDに収録されている。

エンディングテーマ「チェスト！チェスト！イナズマン」
作詞 - 八手三郎 / 作曲・編曲 - 渡辺宙明 / 歌 - 水木一郎
第1、3話では挿入歌として使用された。

### 挿入歌
「怒れライジンゴー」（第20、24話）
作詞 - 田中守 / 作曲・編曲 - 渡辺宙明 / 歌 - 水木一郎
次作『イナズマンF』の主題歌・挿入歌LPに収録

## 制作
本作品は、東映動画で『サイボーグ009』などを担当したプロデューサーの旗野義文が1972年に立案したアニメーション企画『ミュータントZ』が源流である。企画書では『仮面ライダー』のヒットによって巻き起こっていた当時の「変身ヒーローブーム」に対抗するため、アニメーションならではの自由な発想による超能力者の活躍が強調されていたが、実現には至らなかった。しかし、企画書が東映本社のプロデューサーだった平山亨の目に留まり、実写ヒーロー番組として製作されることとなった。実写ヒーロー番組『電光イナヅマン』として練り直された企画は当初、TBSのタケダアワーでの放送を想定していたが、東映エージエンシーの参加によりNETでの放映が決定する。原作漫画とキャラクターデザインを担当した石森章太郎は、第11話で脚本と監督も担当している。
主役のイナズマンこと渡五郎役には、前年に『人造人間キカイダー』で主演した伴大介が起用された。また、少年同盟のメンバーである超能力少女のヒロイン・大木サトコ役に野球根性ドラマ『ガッツジュン』のマドンナ・村丘美代子役で出演した桜井マリ、サトコの弟である少年同盟メンバーの大木カツミ役に『仮面ライダー』の少年ライダー隊隊員・ミツル役で出演していた山田芳一、五郎の盟友・丸目豪作役に東映映画『新網走番外地 大森林の決斗』（降旗康男監督、1970年）で準主役デビューした北村晃一がそれぞれ起用された。
脚本陣では、東映で『仮面ライダー』、『仮面ライダーV3』のメインライターを務めた伊上勝が初期の番組フォーマットを担当し、『仮面ライダーX』の製作準備に移る第9話まで脚本を担当した。同じく仮面ライダーシリーズを担当した島田真之に加えて『マジンガーZ』の高久進らベテラン陣が起用され、「超能力」を主題とした怪奇アクション路線が採られた。演出面では『仮面ライダーV3』から監督の田口勝彦、山田稔、塚田正煕をスライド起用するなど強力な布陣が揃えられ、音楽は『人造人間キカイダー』、『マジンガーZ』、『キカイダー01』など、これも東映作品で実績のある渡辺宙明が起用された。
番組制作スタジオの東映生田スタジオでは、ミニチュア特撮面が強化された。美術担当のエキスプロダクションの八木功をチーフとする特撮班により、ライジンゴーの空中戦や大規模な崩壊特撮が盛り込まれ、従来の生田作品からのさらなるスケールアップが図られている。
劇中アクションは、『仮面ライダー』などを担当した大野剣友会。イナズマン、サナギマンを演じたのは剣友会のベテラン、中村文弥。「肩のプロテクターが邪魔で動きにくかったが、色合いも明るく、スマートに演じるよう心がけた」と語っている。番組アトラクションショーも日本各地で行われたが、これは大野剣友会は担当していないという。
イナズマンをはじめとするキャラクター造形は、エキスプロによる。イナズマンの肩のプロテクターはラテックス製で、当初は石森のデザイン画に合わせて胸と一体型だったが腕がうまく上がらず、アクションには不向きだった。このため、肩の部分で分離したものに修正されたものとなったが、それでも中村が言うようにかなり動きづらいものだった。また、手袋とブーツには原デザインと同じく蝶の羽根のような黄色い模様があったが、放映版では省かれている。イナズマンの触角は、アップ用のFRP製のものが第1話の撮影で早くも折れてしまい、アクションシーンではラテックス製になっている。サナギマンの衣装は、放映開始前の雑誌撮影会の際にエキスプロで誤って背中の着脱用のファスナーを着け忘れたまま納品してしまい、現場で着脱部を針金で縛ってしのいだという。サナギマンのスーツは第5話以降、より動きやすいものに変更されている。
メインライターを務めた伊上は第9話を最後に『仮面ライダーX』の企画参加のため、降板した。それ以後、高久や島田に加えて第17話からは円谷プロのウルトラシリーズや『ロボット刑事』を執筆していた上原正三が参入し、それまでの怪奇キャラクター路線から五郎と相棒の丸目豪作の2人を中心に据えた、人間ドラマを中心とするエピソードが増えた。中盤以降はさらに人物関係が整理され、少年同盟もサトコとカツミの姉弟、カオル以外のメンバーはほとんど登場しなくなっている。

## 放送リスト
| 放送日         | 話数 | サブタイトル                     | 登場怪人                                                                   | 脚本                | 監督       |
| -------------- | ---- | -------------------------------- | -------------------------------------------------------------------------- | ------------------- | ---------- |
| 1973年 10月2日 | 1    | 恐怖の新人類 バンバの挑戦!!      | - イツツバンバラ（人間態（植田博士） - 三島耕、声 - 清川元夢）             | 伊上勝              | 田口勝彦   |
| 10月9日        | 2    | 危うし少年同盟！呪いの水!!       | - ミズバンバラ（声 - 丸山詠二）                                            | 伊上勝              | 山田稔     |
| 10月16日       | 3    | 黒い死を呼ぶファントム地獄！     | - コブバンバラ（声 - 依田英助）                                            | 高久進              | 田口勝彦   |
| 10月23日       | 4    | 日本列島大爆発!!                 | - ホネバンバラ（声 - 和田周）                                              | 島田真之            | 山田稔     |
| 10月30日       | 5    | 大空中戦！かみつくライジンゴー!! | - カゼバンバラ（人間態（紳士） - 守屋俊志、声 - 増岡弘）                   | 高久進              | 山田稔     |
| 11月6日        | 6    | 怪奇ユキバンバラ！新人類手術!!   | - ユキバンバラ（人間態（氷山雪絵）・声 - 槙麻耶）                          | 伊上勝              | 山田稔     |
| 11月13日       | 7    | 奇怪！空飛ぶ一ツ目!?             | - ヒャクメバンバラ（人間態（手塚正夫） - 手塚茂夫、声 - 今西正男）         | 伊上勝              | 塚田正煕   |
| 11月20日       | 8    | 恐怖砂あらし！大空港沈没!!       | - スナバンバラ（声 - 渡部猛）                                              | 高久進              | 塚田正煕   |
| 11月27日       | 9    | 光るカビは夜歩く!!               | - カビバンバラ（声 - 和久井節緒）                                          | 伊上勝              | 田口勝彦   |
| 12月4日        | 10   | 人喰いガスの恐怖!!               | - ガスバンバラ（声 - 依田英助）                                            | 島田真之            | 田口勝彦   |
| 12月11日       | 11   | バラバンバラはイナズマンの母     | - バラバンバラ（人間態（渡シノブ） - 浜田ゆう子、声 - 林洋子）             | 石森章太郎 島田真之 | 石森章太郎 |
| 12月18日       | 12   | 母の仇バンバ対イナズマン         | - アクマバンバラ（人間態（片目の男） - 灰地順、声 - 増岡弘）               | 島田真之            | 山田稔     |
| 12月25日       | 13   | 傷ついたイナズマン               | - アブラバンバラ（声 - 渡部猛）                                            | 高久進              | 塚田正煕   |
| 1974年 1月1日  | 14   | 怒りのライジンゴー 大空中戦!!    | - キリバンバラ（声 - 大山豊）                                              | 高久進              | 山田稔     |
| 1月8日         | 15   | 影をくわれたお母さん             | - カゲバンバラ（人間態（菊村） - 東龍明、声 - 岩名雅記）                   | 島田真之            | 塚田正煕   |
| 1月15日        | 16   | 約束に向って走れ！               | - トゲバンバラ（声 - 里見たかし）                                          | 高久進              | 塚田正煕   |
| 1月22日        | 17   | 謎の対決！ふたりの渡五郎!!       | - シャシンバンバラ（声 - 細井雅男）                                        | 上原正三            | 塚田正煕   |
| 1月29日        | 18   | 友情のイナズマ落し!!             | - ドクバンバラ（声 - 町田幸夫）                                            | 高久進              | 山田稔     |
| 2月5日         | 19   | 謎の殺人ボクサー ミラーX?        | - カガミバンバラ（声 - 和久井節緒）                                        | 上原正三            | 山田稔     |
| 2月19日        | 20   | 星円盤を追え！ライジンゴー!!     | - ホシバンバラ（声 - 増岡弘）                                              | 曽田博久            | 塚田正煕   |
| 2月26日        | 21   | 渡五郎 イナズマン死す!?          | - タケバンバラ（人間態（野地ユカ） - 大原福美、声 - 岩名雅記）             | 上原正三            | 塚田正煕   |
| 3月5日         | 22   | 歩く土人形 恐怖の大地割れ!!      | - ツチバンバラ（声 - 依田英助）                                            | 島田真之            | 山田稔     |
| 3月12日        | 23   | 呪いのえのぐが人を溶かす         | - エノグバンバラ（声 - 丸山詠二）                                          | 平山公夫            | 山田稔     |
| 3月19日        | 24   | 謎のロボット戦士？               | - イシバンバラ（声 - 青森伸） - ウデスパー（声 - 岩名雅記）                | 上原正三            | 塚田正煕   |
| 3月26日        | 25   | 壮烈！帝王バンバの最期!!         | - 帝王バンバ / 火炎ファイター - ウデスパー - ガイゼル総統（演 - 安藤三男） | 上原正三            | 塚田正煕   |

## 放送局
- NET（制作局）：火曜 19:30 - 20:00
- 北海道テレビ
- 青森テレビ
- 山形放送：木曜 17:30 - 18:00（1974年10月3日まで）→ 金曜 17:30 - 18:00（1974年10月4日から）[24]
- テレビ岩手：火曜 18:00 - 18:30[25]
- 宮城テレビ：金曜 18:00 - 18:30[26]
- 福島中央テレビ：火曜 19:30 - 20:00[27]
- 新潟放送：水曜 17:30 - 18:00[28]
- 長野放送[29]
- 名古屋テレビ
- 毎日放送：火曜 19:30 - 20:00
- 山陰放送
- 広島ホームテレビ：金曜 19:00 - 19:30 [30]
- テレビ山口
- 瀬戸内海放送
- テレビ高知
- 九州朝日放送
- テレビ熊本
- 宮崎放送

## 評価
こうしてさまざまな新機軸が盛り込まれたが、変身ブームは沈静化しつつあり、同時期に制作されていた『仮面ライダーV3』と肩を並べるほどの人気には至らず視聴率は低迷した。この情勢のなか、1974年（昭和49年）初頭に石油ショックが発生して諸物価を高騰させ、日本の産業界は大きな打撃を受けた。東映生田スタジオもその例外ではなく、同年1月以降の特撮資材費の高騰は番組1本当たり毎回50万円（当時）の赤字を出し続けることとなり、同スタジオに深刻な営業不振を及ぼした。このことは、後に同スタジオ所長の内田有作が辞職する一因となった。
これを受け、制作陣は第3クール（第26話）から番組のリニューアルを決定し、キャストや敵組織など設定一切を一新するうえ、タイトルを『イナズマンF』と改めることとなった。第24話からは、これに先駆けて新しい敵組織が登場し、渡五郎の服装、変転した際のバンク、イナズマンのマフラーの色なども変更されている。
番組人気はいま一つだったが、作中に登場するライジンゴーは、スポンサーであるポピーから「ポピニカシリーズ」として合金玩具が発売され、大ヒットとなった 。これを受け、ライジンゴーは『イナズマンF』にも引き続き登場した。
石森は、石ノ森と改名した後年のインタビューで本作について「早すぎた」と述べており、放送当時の特撮技術では超能力を表現するのに不十分であったとする旨を語っている。

## 他媒体展開
イナズマンの登場作品・客演作品については、イナズマン (架空の人物)も参照。

### 映像ソフト化
すべて東映ビデオより発売
- ビデオ（VHS、セル・レンタル共通）は傑作選として、2巻・6話分を収録したものがリリースされている。
- 1995年5月21日から11月21日にかけてLDが発売された。全４巻の各２枚組で各巻８話（Vol.４のみ１枚・第25話と劇場版の２話分）収録。
- 2003年10月21日から2004年1月21日にかけてDVDが発売された。全2巻の各2枚組でVol.1は13話、Vol.2は12話収録。
- 2008年7月21日発売の『石ノ森章太郎 生誕70周年 DVD-BOX』に第1話が収録されている。

### ネット配信
- 東映特撮YouTube Official…2011年10月31日 - 2012年1月22日、2012年12月10日 - 2013年3月3日、2023年1月24日 - 4月25日

### 劇場版
飛び出す立体映画 イナズマン（1974年3月16日公開）
監督 - 山田稔
脚本 - 高久進
出演 - 伴直弥（渡五郎 / イナズマン）、斉藤浩子（ミチル）、長沢大（ミチルの父）、永谷悟一（医師）、安藤三男（ガイゼル総統）ほか
登場怪人 - ミサイルデスパー（声 - 岩名雅記）、火炎ファイター（声 - 飯塚昭三）、再生イシバンバラ（声 - 依田英助）、再生ミュータンロボ軍団（声 - 大山豊、里見たかし、島田彰、名塚新也）
カラー、スコープ、上映時間は33分。
東映まんがまつりの一編として上映。同時上映は『きかんしゃやえもん D51の大冒険』・『マジンガーZ対ドクターヘル』・『仮面ライダーX』・『ミラクル少女リミットちゃん』・『キューティーハニー』の計5本。
アナグリフ方式の立体画面がインサートされている立体映画。ファントム軍団の崩壊からデスパー軍団の台頭までをテレビ版とは違うストーリーで映像化している。劇場版の公開は第24・25話の放送日より数日早いため、イシバンバラと火炎ファイターは劇場版が初登場となる。また、主役の五郎以外のレギュラーは一切登場しない。さらにテレビ版におけるウデスパー（未登場）と同ポジションのキャラクターとしてミサイルデスパーが登場する。
東映製作のヒーロー立体映画は、1969年7月上映の『飛び出す冒険映画 赤影』、1973年3月上映の『飛び出す人造人間キカイダー』に次いで3作目だが、オイルショックによる物価騰貴によって機材が高価になってしまい、本作品をもって中断。1989年の『仮面ライダー世界に駆ける』まで制作されなかった。
公開当時の映画宣伝ポスターや、映画館のロビーカードは撮影会やテレビ本編のスチールのみで、映画の本編スチールは使用されていない。
2007年12月7日に発売された『東映特撮ヒーロー THE MOVIE BOX』に収録されている。
東映チャンネルで放送した際には、立体画面はモノクロ処理された。
以下、客演作品。

### その他の映画作品
『オーズ・電王・オールライダー レッツゴー仮面ライダー』
イナズマンが登場。詳しくはイナズマン (架空の人物)を参照。
『仮面ライダー×仮面ライダー ウィザード&フォーゼ MOVIE大戦アルティメイタム』
漫画版のリファインとしてイナズマンを始めとするキャラクターが登場。詳しくはイナズマン (架空の人物)を参照。
『仮面ライダー×スーパー戦隊×宇宙刑事 スーパーヒーロー大戦Z』
『ウィザード&フォーゼ』のイナズマン・サナギマンが登場。詳しくはイナズマン (架空の人物)を参照。

### 漫画版
石ノ森章太郎執筆の作品についてはイナズマン (漫画)を参照。
- よいこ（作画 - 土山芳樹、山田ゴロ〈5月号のみ〉）1973年11月号 - 1974年5月号[36]
- 幼稚園（作画 - 小牧敏秀）1973年10月号 - 1974年5月号[36]
- 小学一年生（作画 - 石川巨人）1973年10月号 - 1974年5月号[36]
- 小学二年生（作画 - 佐藤利夫）1973年10月号 - 1974年5月号[36]
- 小学三年生（作画 - 小谷弘幸）1973年10・11月号、（作画 - 土山よしき）1973年12月号 - 1974年5月号[36]
- 小学四年生（作画 - 一峰大二）1973年10月号 - 1974年5月号[36]
- 小学館BOOK（作画 - 石川巨人）1973年8月号 - 1974年3月号[36][注釈 14]
- テレビランド（作画 - 山田ゴロ）1973年9月号 - 1974年4月号[36][注釈 15]

## 関連作品
客演情報については、#客演情報と#他媒体展開を参照。
- 『フィンガー5の大冒険』（映画） - 1974年の夏の東映まんがまつりの一編。監督・石森章太郎の一家4人子供の一人と、仮面ライダーV3が特別出演している。その際、子供が少年同盟のコスチュームを着ている。
- 『仮面ライダーストロンガー』 - 第5話では小学校でフットボールをしているシーンがあり、子供たちは金色に塗り替えられた少年同盟のヘルメットをかぶっている。